# Paractenopsyllus rouxi
Paractenopsyllus rouxi är en loppart som beskrevs av Duchemin 2004. Paractenopsyllus rouxi ingår i släktet Paractenopsyllus och familjen smågnagarloppor. Inga underarter finns listade i Catalogue of Life.